# Église Sainte-Marie de Lué-en-Baugeois
L'église Sainte-Marie est une église située à Lué-en-Baugeois, en France.

## Localisation
L'église est située dans le département français de Maine-et-Loire, sur la commune de Lué-en-Baugeois.

## Historique
L'édifice est inscrit au titre des monuments historiques en 1968.